# 戸田蔵人
戸田 蔵人（とだ くらうど、1980年6月5日 - 2015年12月29日）は、日本のモトクロスレーサー。愛称はクラウディ。茨城県土浦市出身。

## 来歴
6歳からモトクロスをはじめ、17歳でプロに転向する。2003年に全日本モトクロス選手権国際A級125ccクラス 総合3位に入賞。2008年6月に岩手県藤沢町のコースでヤマハとスズキの合同練習に参加した際、ジャンプ台の着地点にいた男性に衝突する事故が発生。衝突された男性は頭骨の骨折で死亡し、戸田本人は脊髄損傷でほぼ全身まひとなる。
その際、医師からは自力で歩くことができないことを宣告され、車いす生活を強いられるが、「絶対に歩けるようになる」と信じ、専門の医師を訪ねるなどして治療に当たる。その後は再起を誓い、車いすでも操縦ができるように改良した自分専用のモトクロッサーを製作し、体をモトクロッサーに縛り付けた状態で大会に出場した。
2015年12月29日、かすみがうら市内の私設サーキットでジャンプの練習中に、バイクが着地した際に出火し、体をモトクロッサーに縛り付けていたため逃げ遅れて大やけどを負い死亡した。35歳没。